# Santuario della Madonna del Ponte
Il santuario della Madonna del Ponte è una chiesa di Narni; il toponimo deriva dalla presenza nelle vicinanze dei resti di un ponte di epoca romana, il Ponte di Augusto.

## Storia
Nella primavera del 1714, il cacciatore Angelo Fanelli si riparò in una grotta nei pressi del ponte di Augusto, dove vide un affresco di una Madonna col Bambino, forse appartenente a un'antica chiesa.
La grotta diventò meta di pellegrinaggio e per le grazie ricevute, la popolazione volle erigere una chiesa. Nel marzo del 1716 si iniziarono i lavori per costruire il santuario secondo il progetto dell'architetto Giovanni Battista Giovannini detto il Battistini, che prese a modello il santuario di Loreto; la cupola del presbiterio sorge in corrispondenza della grotta.
La prima pietra fu posta dal vescovo di Narni Francesco Saverio Guicciardi, il tempio fu terminato nel 1722, ma fu consacrato solo il 13 giugno 1728 dal vescovo Nicola Terzago con il titolo di “Madonna del Ponte”.
Papa Clemente XII il 17 giugno 1727 concesse l'altare privilegiato per ogni sabato e nell'ottava dei morti. L'anno successivo concesse sette anni di indulgenza a chi visitava il santuario nel giorno di Pentecoste, che fu estesa nel 1771 a tutti i giorni dell'anno.
Danneggiata dai bombardamenti del 1º giugno 1944, la facciata è stata ricostruita nel 1946.

## Descrizione
L'edificio sacro è costruito intorno a una grotta che contiene splendidi affreschi probabilmente del 1200. In seguito ai miracoli verificatisi secondo la tradizione, attorno alla grotta fu costruito il santuario. A destra l'affresco raffigurante la Madonna col Bambino in braccio; a fianco alcuni frammenti di affreschi. Oltre la grotta interessante è la collezione degli ex voto. Nel santuario è sepolta la Serva di Dio Teresa Eletta Rivetti.